# Gerard Meerman

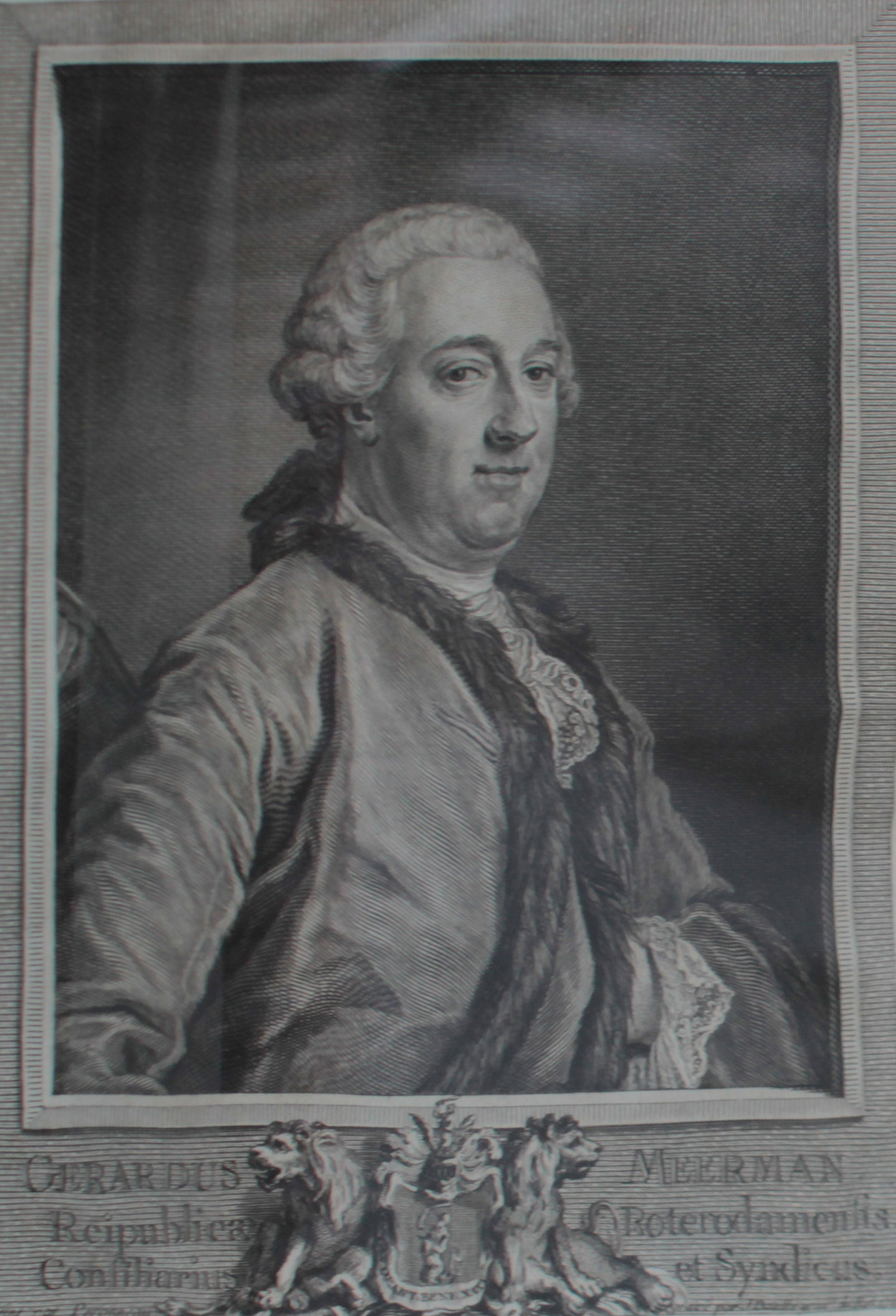
Gerard Meerman door Jean-Baptiste Perroneau (1715-1783)

Gerard des H.R. Rijksbaron Meerman, heer van Vuren en Dalem (Leiden, 6 december 1722 - Aken (Duitsland), 15 december 1771) was een Nederlands bestuurder en boekverzamelaar.

## Biografie
Meerman was een zoon van mr. Johan Meerman (1687-1746), bewindhebber der Vereenigde Oostindische Compagnie, en Catharina Adriana de la Court (1690-1752), lid van de familie De la Court. In 1750 trouwde hij met Maria Catharina Buijs, uit welk huwelijk zijn zoon Johan Meerman (1753-1815) en minstens één dochter werden geboren. Hij studeerde vanaf 1734 aan de Universiteit Leiden en promoveerde in de rechtsgeleerdheid in 1741, waarna hij zich in Den Haag vestigde. In de jaren 1744 tot 1747 maakte hij reizen door Europa, deels met zijn broer Pieter, waarbij hij geleerden, juristen en veel bibliotheken bezocht. Als de collectie van zo'n bibliotheek later onder de hamer kwam, kocht hij daarvan delen aan en nam ze op in zijn eigen bibliotheek.
In 1748 werd hij tweede pensionaris van Rotterdam en in 1753 eerste pensionaris, hetgeen hij bleef tot zijn ontslag op eigen verzoek in 1766. Hij ordende het archief van Rotterdam en gaf daarvan een inventaris uit. In 1767 verhuisde hij naar Den Haag om het 'Huis aan den Boschkant' bij de Bosbrug te betrekken.
Meerman was een groot bibliofiel die in eerste instantie vooral rechtshistorische bronnen aanschafte. Later kwamen daar ook handschriften bij, en hij stelde catalogi van zijn collectie samen die hij publiceerde. Zijn bibliotheek, die hij naliet aan zijn zoon Johan, werd de basis van de collectie van het Haagse Museum Meermanno - vernoemd naar Johan Meerman - door toedoen van hun neef Willem van Westreenen van Tiellandt (1783-1848).
Tot de vele eerbewijzen die Meerman tijdens zijn leven ontving behoorden de verlening van een eredoctoraat van de Universiteit van Oxford in 1759 en de benoeming tot baron van het Heilige Roomse Rijk der Duitse natie in 1769.

## Postuum
Meerman overleed in Aken, waar hij enige tijd verbleef om zijn zwakke gezondheid te versterken. Bij het bericht van de dood van zijn dochter viel hij in onmacht en stierf. Hij werd aanvankelijk begraven in de hervormde kerk van Vaals (waar nog een rouwbord aan hem herinnert). Zijn zoon Johan liet een week later het stoffelijk overschot opgraven en overbrengen naar het familiegraf in de Leidse Pieterskerk. Daar bevindt zich zijn praalgraf, ontworpen door Jean Theodore Royer (1737-1807) en uitgevoerd door de Haagse, uit Polen afkomstige kunstenaar Franciszek Offert of Hoffert. Daarop staat de latijnse inscriptie (in vertaling): "Voor Gerard Meerman, vroeger geliefd bij geleerde vorsten en vooraanstaande burgers, thans gemist door zijn dierbaren. Hij leefde 49 jaar."